# رود ایتوشیرو
رود ایتوشیرو (به لاتین: Itoshiro River) یک رود در ژاپن است که در Mount Chōshi واقع شده‌است.